# Derme papillaire
Le derme papillaire tient son nom de sa surface en papilles qui forment des saillies alternant avec des prolongements épidermiques. Il a une structure fibreuse très fine, riche en cellules, en capillaires sanguins, en fibres nerveuses et corpuscules tactiles.
Le derme papillaire contient :
- des fibres réticuliniques correspondent à une variété de collagène ;
- des fibres oxytalanes forment un réseau perpendiculaire qui paraît être ancré à la membrane basale ; elles jouent un rôle important dans la résistance mécanique de la peau ;
- de la fibronectine qui conditionne le vallonnement de la jonction dermo-épidermique et semble jouer un rôle dans l'adhérence des tissus à la jonction derme-épiderme et entre les cellules endothéliales du derme ;
- des fibrocytes qui sont des cellules responsables de la biosynthèse des macromolécules formant le tissu conjonctif du derme ;
- des histiocytes (dérivent de précurseurs myéloïdes de la moelle osseuse) qui, grâce à leur propriété de phagocytose, interviennent dans la défense de l'organisme ; ils jouent un rôle important dans l'autogénération, l'activation de l'immunité ;
- de rares mastocytes ;
- et quelques cellules d'origine sanguine (lymphocytes, plasmocytes, etc.) qui sont visibles lors d'une inflammation ou d'un état pathologique.

Entre les cellules et les fibres se trouve le liquide interstitiel qui contient des protéoglycanes, de l'acide hyaluronique, des mucopolysaccharides, etc.